# جیم بارنز (بازیکن بسکتبال)
جیم بارنز (انگلیسی: Jim Barnes؛ زاده ۱۳ آوریل ۱۹۴۱ درگذشته ۱۴ سپتامبر ۲۰۰۲) یک بازیکن بسکتبال اهل ایالات متحده آمریکا بود.